# Юкерч-Келой
Юкерч-Келой (рос. Юкерч-Келой) — село у Шатойському районі Чечні Російської Федерації.
Населення становить 165 осіб. Входить до складу муніципального утворення Саттинське сільське поселення.

## Історія
Згідно із законом від 20 лютого 2009 року органом місцевого самоврядування є Саттинське сільське поселення.

## Населення
| 1990 | 2002 | 2010 |
| ---- | ---- | ---- |
| 188  | ↘101 | ↗165 |